# Niklas Lindhult
Niklas August Lindhult, född 26 november 1870 i Göteborgs domkyrkoförsamling, död 27 januari 1943 i Matteus församling i Stockholm, var en svensk ämbetsman.
Lindhult blev juris kandidat vid Uppsala universitet 1898, förste kanslisekreterare i Civildepartementet 1917, i Socialdepartementet 1920, på indragningsstat från 1926. Lindhult verkade för samarbete mellan de nordiska ländernas statstjänstemän, bland annat som initiativtagare till Nordiska administrativa förbundet, inom vars svenska styrelse han från 1918 var sekreterare. Lindhult utgav 1907–1929 tidskriften Från svenska statsförvaltningen som utgavs av De extra ordinaries förening. 8 december 1904 var han ordförande vid det konstituerande mötet för De extra ordinaries förening, en förening som med tiden blev det fackförbund som idag (2004
) heter Fackförbundet ST och tidigare hette Statstjänstemannaförbundet. Lindhult är begravd på Örgryte gamla kyrkogård.

## Utmärkelser
- Riddare av första klassen av Vasaorden, 1923.[6]
- Riddare av Danska Dannebrogorden, tidigast 1921 och senast 1925.[7][8]
- Riddare av första klassen av Finlands Vita Ros’ orden, tidigast 1931 och senast 1940.[9][10]
- Riddare av första klassen av Norska Sankt Olavs orden, tidigast 1921 och senast 1925.[7][8]